# سفيتلانا بارخومينكو
سفيتلانا بارخومينكو (الروسية: Пархоменко, Светлана Германовна) مواليد 8 أكتوبر 1962 في موسكو، هي لاعبة كرة مضرب روسية سابقة، اعتزلت اللعب في 1995. أعلى تصنيف لها في الفردي كان المركز الـ 72 في سنة 1989. أعلى تصنيف لها في الزوجي كان المركز الـ 8 في سنة 1988.

## الميداليات
| الميدالية | المسابقة                      |
| --------- | ----------------------------- |
| برونزية   | الألعاب الجامعية الصيفية 1983 |
| برونزية   | الألعاب الجامعية الصيفية 1983 |

## روابط خارجية
- سفيتلانا بارخومينكو على موقع رابطة محترفات التنس (الإنجليزية)
- سفيتلانا بارخومينكو على موقع الاتحاد الدولي لكرة المضرب (الإنجليزية)
- سفيتلانا بارخومينكو على موقع كأس بيلي جين كينغ (الإنجليزية)
- سفيتلانا بارخومينكو على موقع خلاصة التنس.كوم (الإنجليزية)